# 三重塔
三重塔（さんじゅうのとう）は、仏教の祖である釈迦の舎利（遺骨）を納める仏塔の形式の一種。同種のものに五重塔などがある。

## 概要
仏塔は、古代インドにおいて仏舎利（釈迦の遺骨）を祀るために紀元前3世紀頃から造られ始めたストゥーパに起源をもつ。古代インドのストゥーパは饅頭形（半球形）のものであったが、この形式が中国に伝えられると、楼閣建築の形式を取り入れて高層化するようになった。こうした楼閣形の層塔は朝鮮半島を経て日本へ伝えられた。木造の層塔は日本に多く残っており、中国、朝鮮半島における遺例はごく少ない。 
日本では、各地の仏教寺院や神社などに木造の三重塔や五重塔があり、地区のランドマークとなっているものも多い。木造塔のほか、石、瓦、鉄製の塔もあり、近代以降は鉄筋コンクリート造の塔もある。多層塔としては他に七重塔、九重塔、十三重塔などがあるが（層の数は奇数にほぼ限定されている）木造の七重塔、九重塔の現存するものはない。奈良県の談山神社には木造十三重塔があるが、これは楼閣形の塔ではなく、二重から十三重までの屋根は密に重なっていて、屋根と屋根の間にはほとんど空間がない。  
中国の層塔は最上階まで登れるものが多いのに対し、日本の木造三重塔は、現代の感覚で言う三階建ではなく、内部は軒を支えるために複雑に木組みがなされており、上層に登ることはできないのが普通である。   

## 日本の三重塔一覧

### 国宝の三重塔
| 所有者   | 所在地 | 所在地   | 年代     | 年代                    | 文化財指定 | 備考                                                                |
| -------- | ------ | -------- | -------- | ----------------------- | ---------- | ------------------------------------------------------------------- |
| 法起寺   | 奈良県 | 斑鳩町   | 飛鳥時代 | 慶雲3年(706年)頃        | 国宝       | 高さ約24m、現存最古の三重塔                                         |
| 薬師寺   | 奈良県 | 奈良市   | 奈良時代 | 天平年間((729年～749年) | 国宝       | 東塔、高さ約34m、奈良時代の特異な形式の塔で、一見して六重塔に見える |
| 当麻寺   | 奈良県 | 葛城市   | 奈良時代 |                         | 国宝       | 東塔、高さ約24.4ｍ、奈良時代末期                                    |
| 当麻寺   | 奈良県 | 葛城市   | 平安時代 |                         | 国宝       | 西塔、高さ約25.2ｍ、平安時代初期                                    |
| 浄瑠璃寺 | 京都府 | 木津川市 | 平安時代 |                         | 国宝       | 旧京都・一条大宮(寺院不詳)の塔、治承2年(1178年)移築                 |
| 一乗寺   | 兵庫県 | 加西市   | 平安時代 | 承安元年(1171年)        | 国宝       | 和様建築の三重塔                                                    |
| 安楽寺   | 長野県 | 上田市   | 鎌倉時代 | 正應2年(1289年)以降     | 国宝       | 高さ18.75ｍ、近世以前の八角三重塔としては唯一                       |
| 大法寺   | 長野県 | 青木村   | 鎌倉時代 | 正慶2年(1333年)         | 国宝       |                                                                     |
| 明通寺   | 福井県 | 小浜市   | 鎌倉時代 | 文永7年(1270年)         | 国宝       |                                                                     |
| 西明寺   | 滋賀県 | 甲良町   | 鎌倉時代 |                         | 国宝       | 高さ20.1ｍ、鎌倉時代後期                                            |
| 興福寺   | 奈良県 | 奈良市   | 鎌倉時代 |                         | 国宝       | 高さ19ｍ、鎌倉時代前期                                              |
| 常楽寺   | 滋賀県 | 湖南市   | 室町時代 | 応永7年(1400年)         | 国宝       |                                                                     |
| 向上寺   | 広島県 | 尾道市   | 室町時代 | 永享4年(1432年)         | 国宝       |                                                                     |

### 近世以前の三重塔一覧
以下は明治元年（1868年）以前に建立された日本の木造三重塔（国宝を除く）の一覧である。（石造塔や屋内にある小塔は割愛した）
| 所有者           | 所在地   | 所在地         | 年代       | 年代                | 文化財指定     | 備考                                     |
| ---------------- | -------- | -------------- | ---------- | ------------------- | -------------- | ---------------------------------------- |
| 普門寺           | 岩手県   | 陸前高田市     | 江戸時代   | 文化6年 (1809年)    | 県指定         |                                          |
| 日吉八幡神社     | 秋田県   | 秋田市         | 江戸時代   | 宝永4年(1707年)     | 県指定         |                                          |
| 慈恩寺           | 山形県   | 寒河江市       | 江戸時代   | 文政13年 (1830年)   | 県指定         |                                          |
| 安久津八幡神社   | 山形県   | 高畠町         | 江戸時代   | 寛政7年 (1795年)    | 県指定         |                                          |
| 高蔵寺           | 福島県   | いわき市       | 江戸時代   | 安永3年 (1774年)    | 県指定         |                                          |
| 木幡山隠津島神社 | 福島県   | 二本松市       | 江戸時代   | 延宝2年 (1674年)    | 県指定         |                                          |
| 法用寺           | 福島県   | 会津美里町     | 江戸時代   | 安永9年 (1780年)    | 県指定         |                                          |
| 願成寺           | 茨城県   | つくばみらい市 | 江戸時代   | 安永8年 (1779年)    | 県指定         |                                          |
| 小山寺           | 茨城県   | 桜川市         | 室町時代   | 寛正6年 (1465年)    | 重要文化財     |                                          |
| 薬王院           | 茨城県   | 桜川市         | 江戸時代   | 宝永元年 (1704年)   | 県指定         |                                          |
| 輪王寺           | 栃木県   | 日光市         | 江戸時代   | 元禄3年 (1690年)    | 重要文化財     |                                          |
| 高勝寺           | 栃木県   | 栃木市         | 江戸時代   | 寛延4年 (1751年)    | 県指定         |                                          |
| 西明寺           | 栃木県   | 益子町         | 室町時代   | 天文6年 (1537年)    | 重要文化財     |                                          |
| 西福寺           | 埼玉県   | 川口市         | 江戸時代   | 元禄6年 (1693年)    | 県指定         |                                          |
| 成就院           | 埼玉県   | 行田市         | 江戸時代   | 享保14年 (1729年)   | 県指定         |                                          |
| 安楽寺           | 埼玉県   | 吉見町         | 江戸時代   | 明暦2年 (1656年)頃  | 県指定         |                                          |
| 成田山新勝寺     | 千葉県   | 成田市         | 江戸時代   | 正徳2年 (1712年)    | 重要文化財     |                                          |
| 観音教寺         | 千葉県   | 芝山町         | 江戸時代   | 天保7年 (1836年)    | 県指定         |                                          |
| 椿山荘           | 東京都   | 文京区         | 江戸時代   |                     | 登録有形文化財 | 旧広島・竹林寺塔、大正14年(1925年)移築   |
| 三渓園           | 神奈川県 | 横浜市         | 室町時代   |                     | 重要文化財     | 旧京都・燈明寺塔、大正3年(1914年)移築    |
| 乙寶寺           | 新潟県   | 胎内市         | 江戸時代   | 元和5年 (1619年)    | 重要文化財     |                                          |
| 五智国分寺       | 新潟県   | 上越市         | 江戸時代   | 慶応元年 (1865年)   | 県指定         |                                          |
| 妙光寺           | 新潟県   | 新潟市         | 江戸時代   |                     | 国登録         |                                          |
| 日石寺           | 富山県   | 上市町         | 江戸時代   | 弘化2年 (1845年)    | 町指定         |                                          |
| 那谷寺           | 石川県   | 小松市         | 江戸時代   | 寛永19年 (1642年)   | 重要文化財     |                                          |
| 信濃国分寺       | 長野県   | 上田市         | 室町時代   |                     | 重要文化財     |                                          |
| 前山寺           | 長野県   | 上田市         | 室町時代   |                     | 重要文化財     |                                          |
| 若一王子神社     | 長野県   | 大町市         | 江戸時代   | 宝永8年 (1711年)    | 県指定         |                                          |
| 貞祥寺           | 長野県   | 佐久市         | 江戸時代   |                     | 県指定         |                                          |
| 高山寺           | 長野県   | 小川村         | 江戸時代   | 元禄11年 (1698年)   | 県指定         |                                          |
| 真楽寺           | 長野県   | 御代田町       | 江戸時代   | 寛延4年 (1751年)    | 県指定         |                                          |
| 光前寺           | 長野県   | 駒ヶ根市       | 江戸時代   | 文化5年 (1808年)    | 県指定         |                                          |
| 新海三社神社     | 長野県   | 佐久市         | 室町時代   | 永正12年 (1515年)   | 重要文化財     |                                          |
| 新長谷寺         | 岐阜県   | 関市           | 室町時代   | 寛正4年 (1463年)    | 重要文化財     |                                          |
| 飛騨国分寺       | 岐阜県   | 高山市         | 江戸時代   | 文政3年 (1820年)    | 県指定         |                                          |
| 横蔵寺           | 岐阜県   | 揖斐川町       | 江戸時代   | 寛文3年 (1663年)    | 県指定         |                                          |
| 真禅院           | 岐阜県   | 垂井町         | 江戸時代   | 寛永19年 (1642年)   | 重要文化財     |                                          |
| 日吉神社         | 岐阜県   | 神戸町         | 室町時代   |                     | 重要文化財     |                                          |
| 油山寺           | 静岡県   | 袋井市         | 江戸時代   | 慶長16年 (1611年)   | 重要文化財     |                                          |
| 三明寺           | 愛知県   | 豊川市         | 室町時代   | 享禄4年 (1531年)    | 重要文化財     |                                          |
| 甚目寺           | 愛知県   | あま市         | 江戸時代   | 寛永4年 (1627年)    | 重要文化財     |                                          |
| 長命寺           | 滋賀県   | 近江八幡市     | 桃山時代   | 慶長2年 (1597年)    | 重要文化財     |                                          |
| 摠見寺           | 滋賀県   | 近江八幡市     | 室町時代   | 享徳3年 (1454年)    | 重要文化財     | 旧長寿寺塔と推定                         |
| 園城寺           | 滋賀県   | 大津市         | 南北朝時代 |                     | 重要文化財     | 旧奈良・比曾寺塔、慶長6年(1601年)移築    |
| 金剛輪寺         | 滋賀県   | 愛荘町         | 室町時代   |                     | 重要文化財     |                                          |
| 徳源院           | 滋賀県   | 米原市         | 江戸時代   | 寛文12年 (1672年)   | 県指定         |                                          |
| 金戒光明寺       | 京都府   | 京都市         | 江戸時代   | 寛永11年 (1634年)   | 重要文化財     |                                          |
| 清水寺           | 京都府   | 京都市         | 江戸時代   | 寛永9年 (1632年)    | 重要文化財     |                                          |
| 清水寺           | 京都府   | 京都市         | 江戸時代   |                     | 重要文化財     | 子安塔、明治45年(1912年)移築             |
| 真正極楽寺       | 京都府   | 京都市         | 江戸時代   | 文化14年 (1817年)   | 府指定         |                                          |
| 三室戸寺         | 京都府   | 宇治市         | 江戸時代   | 元禄17年 (1704年)   | 府指定         | 旧兵庫・高蔵寺塔、明治43年(1910年)移築   |
| 金剛院           | 京都府   | 舞鶴市         | 室町時代   |                     | 重要文化財     |                                          |
| 宝積寺           | 京都府   | 大山崎町       | 江戸時代   | 慶長9年 (1604年)    | 重要文化財     |                                          |
| 岩船寺           | 京都府   | 木津川市       | 室町時代   | 嘉吉2年 (1442年)    | 重要文化財     |                                          |
| 水間寺           | 大阪府   | 貝塚市         | 江戸時代   | 天保6年 (1835年)頃  | 市指定         |                                          |
| 如意寺           | 兵庫県   | 神戸市         | 南北朝時代 | 至徳2年 (1385年)    | 重要文化財     |                                          |
| 六条八幡神社     | 兵庫県   | 神戸市         | 室町時代   | 文正元年 (1466年)   | 重要文化財     |                                          |
| 石峯寺           | 兵庫県   | 神戸市         | 室町時代   |                     | 重要文化財     |                                          |
| 太山寺           | 兵庫県   | 神戸市         | 江戸時代   | 貞享5年 (1688年)    | 県指定         |                                          |
| 鶴林寺           | 兵庫県   | 加古川市       | 室町時代   |                     | 県指定         | 文政10年 (1827年)改造                    |
| 千光寺           | 兵庫県   | 洲本市         | 江戸時代   | 文化10年 (1813年)頃 | （未指定）     | 高田屋嘉兵衛による建立                   |
| 斑鳩寺           | 兵庫県   | 太子町         | 室町時代   | 永禄8年 (1565年)    | 重要文化財     |                                          |
| 柏原八幡神社     | 兵庫県   | 丹波市         | 江戸時代   | 文化9年 (1812年)    | 県指定         |                                          |
| 高源寺           | 兵庫県   | 丹波市         | 江戸時代   |                     | （未指定）     |                                          |
| 名草神社         | 兵庫県   | 養父市         | 室町時代   | 大永7年 (1527年)    | 重要文化財     | 旧出雲大社塔、1665年移築                 |
| 霊山寺           | 奈良県   | 奈良市         | 室町時代   | 文和5年 (1356年)    | 重要文化財     |                                          |
| 百済寺           | 奈良県   | 広陵町         | 鎌倉時代   |                     | 重要文化財     |                                          |
| 南法華寺         | 奈良県   | 高取町         | 室町時代   | 明応6年 (1497年)    | 重要文化財     |                                          |
| 道成寺           | 和歌山県 | 日高川町       | 江戸時代   | 宝暦12年 (1762年)   | 県指定         |                                          |
| 清水寺           | 島根県   | 安来市         | 江戸時代   | 安政6年 (1859年)    | 県指定         |                                          |
| 金山寺           | 岡山県   | 岡山市         | 江戸時代   | 天明8年 (1788年)    | 県指定         |                                          |
| 西大寺           | 岡山県   | 岡山市         | 江戸時代   | 延宝6年 (1678年)    | 県指定         |                                          |
| 曹源寺           | 岡山県   | 岡山市         | 江戸時代   | 文政年間 (1820年頃) | （未指定）     |                                          |
| 成就寺           | 岡山県   | 岡山市         | 江戸時代   | 文化5年 (1808年)    | 町指定         |                                          |
| 遍照院           | 岡山県   | 倉敷市         | 室町時代   | 応永23年 (1416年)   | 重要文化財     |                                          |
| 五流尊瀧院       | 岡山県   | 倉敷市         | 江戸時代   | 文政3年 (1820年)    | 県指定         |                                          |
| 宝福寺           | 岡山県   | 総社市         | 南北朝時代 | 永和2年 (1376年)    | 重要文化財     |                                          |
| 真光寺           | 岡山県   | 備前市         | 室町時代   |                     | 重要文化財     | 旧岡山・蓮花頂寺塔、慶長15年(1610年)移築 |
| 福生寺           | 岡山県   | 備前市         | 室町時代   |                     | 重要文化財     |                                          |
| 長福寺           | 岡山県   | 美作市         | 鎌倉時代   | 弘安8年 (1285年)    | 重要文化財     |                                          |
| 千光寺           | 岡山県   | 赤磐市         | 江戸時代   | 明和2年 (1765年)    | （未指定）     |                                          |
| 本蓮寺           | 岡山県   | 瀬戸内市       | 江戸時代   | 元禄3年 (1690年)    | 県指定         |                                          |
| 餘慶寺           | 岡山県   | 瀬戸内市       | 江戸時代   | 文化15年 (1818年)   | 県指定         |                                          |
| 本山寺           | 岡山県   | 美咲町         | 江戸時代   | 承応元年 (1652年)   | 重要文化財     |                                          |
| 西国寺           | 広島県   | 尾道市         | 室町時代   | 永享元年 (1429年)   | 重要文化財     |                                          |
| 天寧寺           | 広島県   | 尾道市         | 南北朝時代 | 嘉慶2年 (1388年)    | 重要文化財     | もと五重塔を元禄5年 (1692年) に改造      |
| 鶴林寺           | 徳島県   | 勝浦町         | 江戸時代   | 文政10年 (1827年)   | 県指定         |                                          |
| 石手寺           | 愛媛県   | 松山市         | 鎌倉時代   |                     | 重要文化財     |                                          |
| 興願寺           | 愛媛県   | 四国中央市     | 江戸時代   | 貞享元年 (1684年)   | 県指定         | 旧徳島・太龍寺塔、昭和34年(1959年)移築   |
| 興隆寺           | 愛媛県   | 西条市         | 江戸時代   | 天保3年 (1832年)    | 県指定         |                                          |
| 清水寺           | 福岡県   | みやま市       | 江戸時代   | 天保7年 (1836年)    | 県指定         |                                          |
| 龍原寺           | 大分県   | 臼杵市         | 江戸時代   | 安政5年 (1858年)    | 県指定         |                                          |

#### 三重小塔
- 立石寺（山形県、重要文化財）
- 妙光寺（新潟県、登録有形文化財）
- 天正寺（長野県、県宝）

#### 三重塔残欠
- 旧奈良県長弓寺塔初層　1285年（弘安8年）頃に建立、荒廃していたものを高輪プリンスホテルに移築保存。
- 奈良県安楽寺塔初層　1258年（正嘉2年）上部を解体し堂に改築したという。
- 旧奈良県富貴寺塔初層（法隆寺旧富貴寺羅漢堂）　老朽化に伴い1934年（昭和9年）に解体され、個人に譲渡。1969年（同44年）移築のため部材が法隆寺に寄進され、1971年（同46年）再建し保存された。
- 大阪府観心寺塔初層　文明年間（1469年-1486年）頃建立。

#### 焼失した重要文化財（旧国宝）の三重塔
- 長野県清水寺　大正5年の保科の大火で焼失した。関野貞による図面が残り国宝の大法寺三重塔と似た塔であったらしい。
- 愛知県七寺　名古屋大空襲で焼失した。
- 奈良県法輪寺　太平洋戦争の金属供出で避雷針が撤去されていたところ落雷でにより焼失した。現存していれば日本最古の木造三重塔とみられる。
- 岡山県蓮昌寺　岡山大空襲で焼失した。

#### 近世以降現代の三重塔
- 法楽寺 大阪府大阪市東住吉区山坂 1996年（平成8年）建立。

## 国宝・重要文化財の塔画像

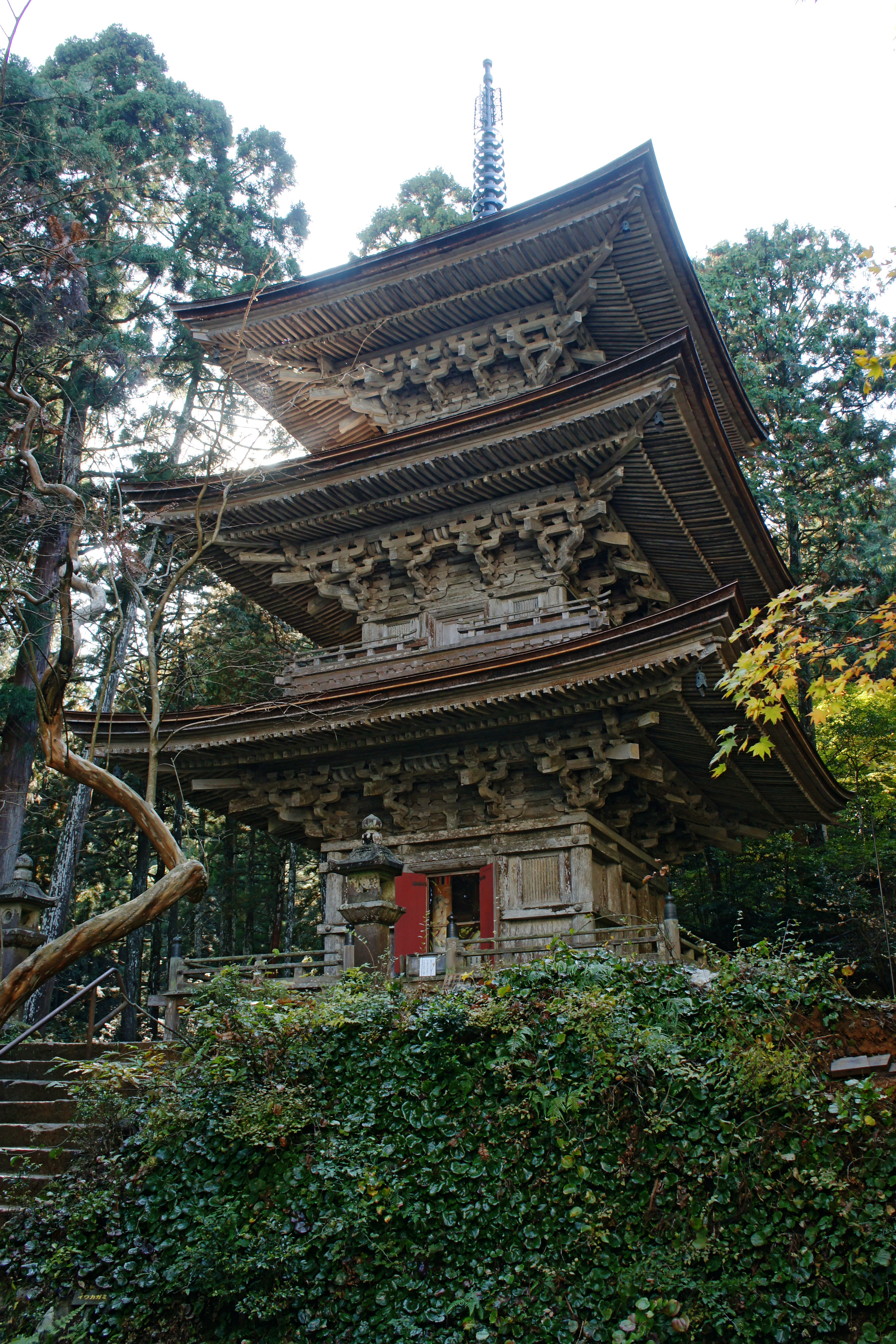
明通寺塔（福井）
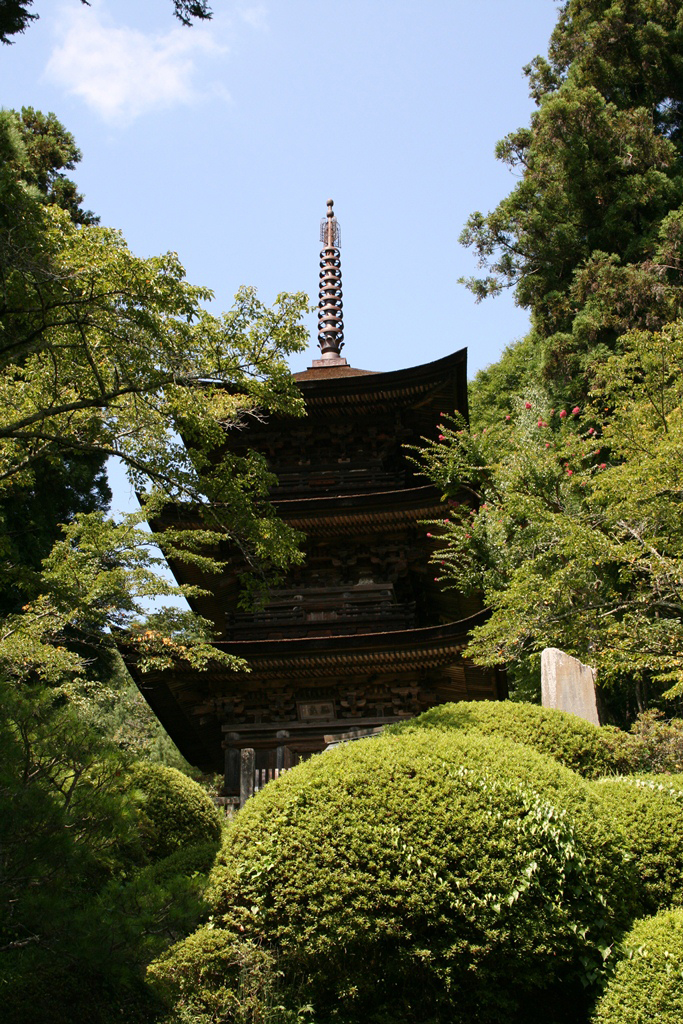
大法寺塔（長野）
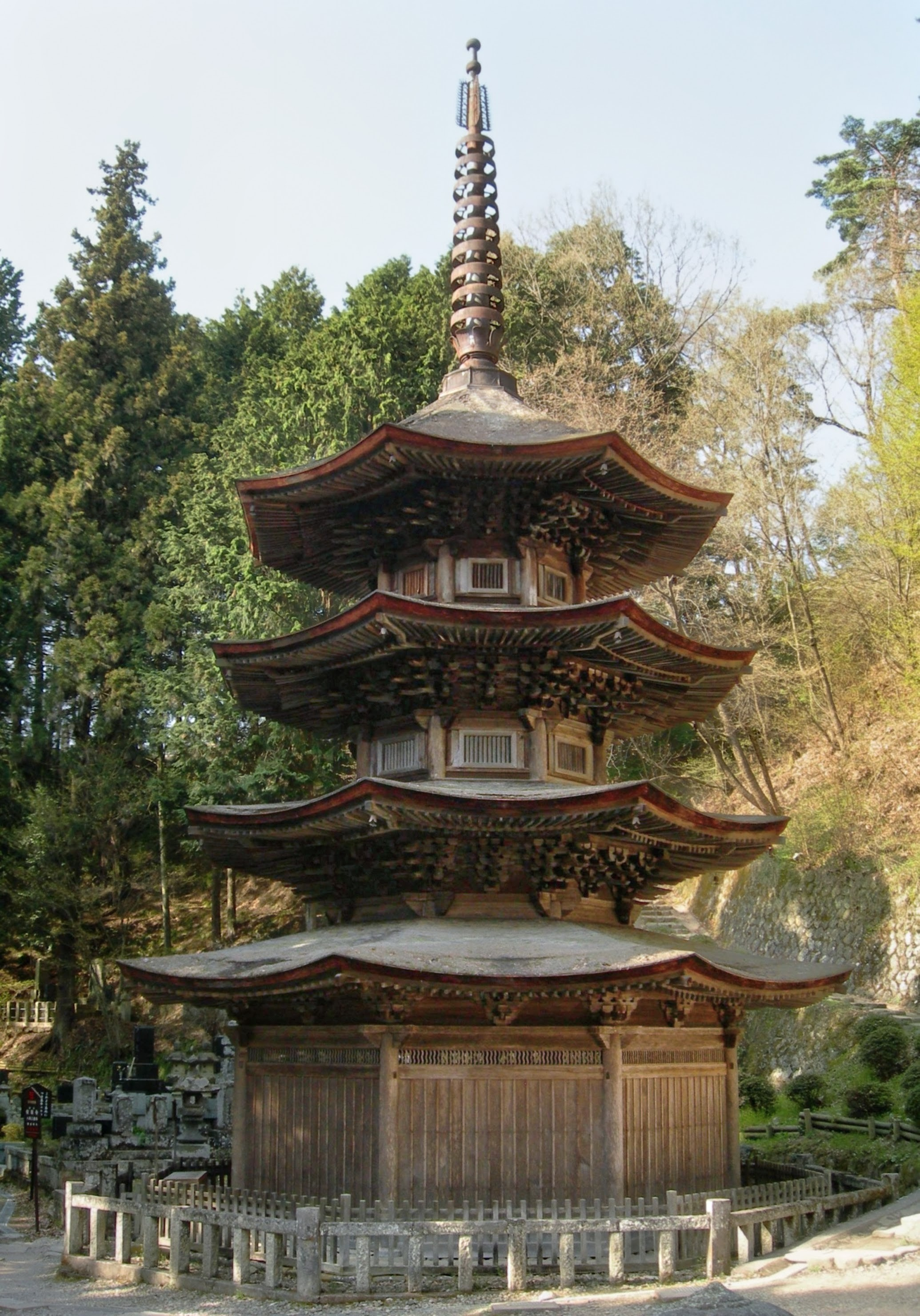
安楽寺塔（八角塔、長野）
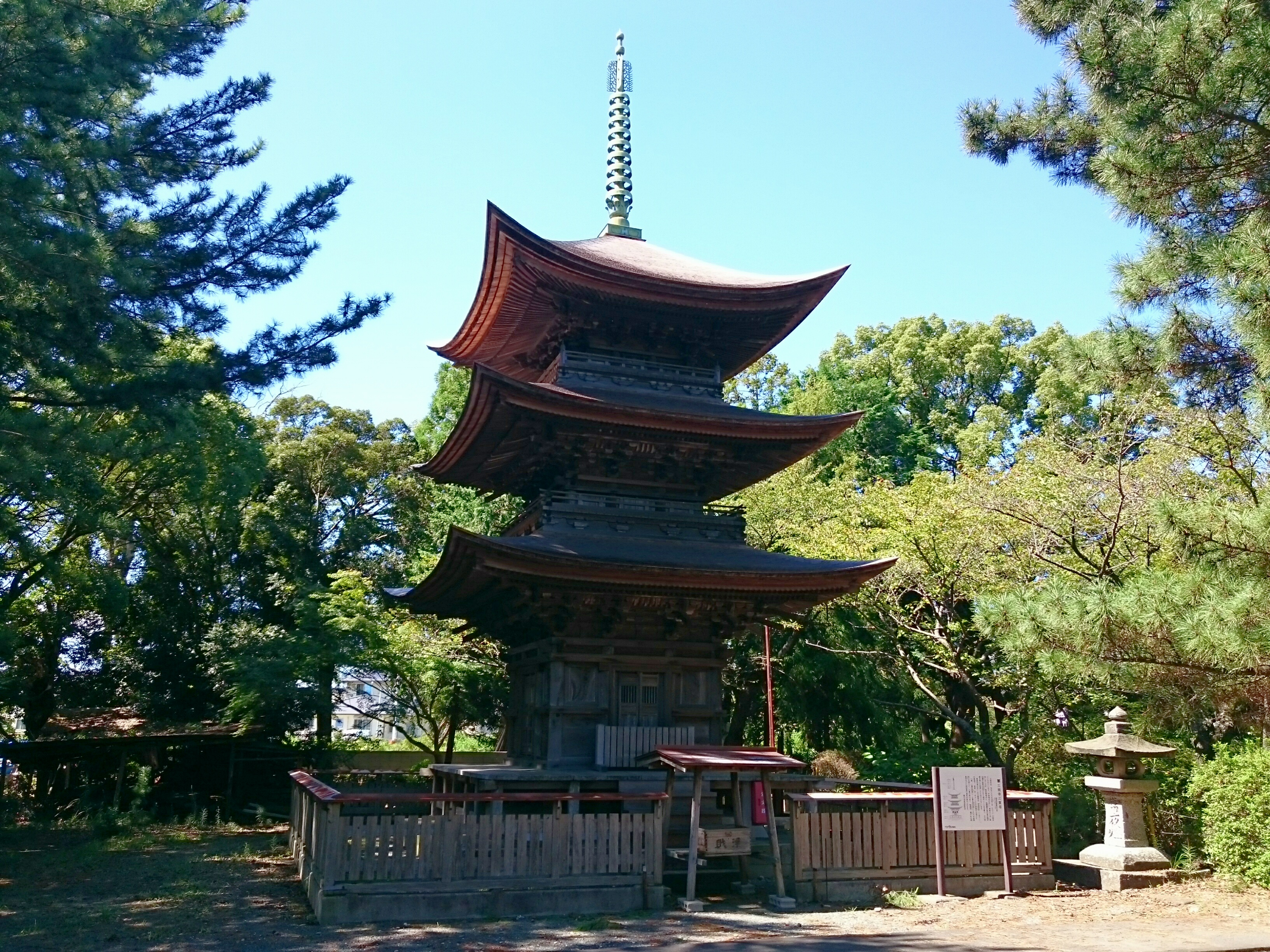
三明寺（三重塔、愛知）
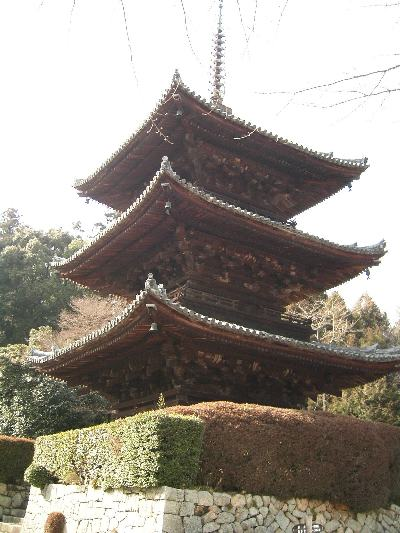
園城寺（三井寺）塔（滋賀）
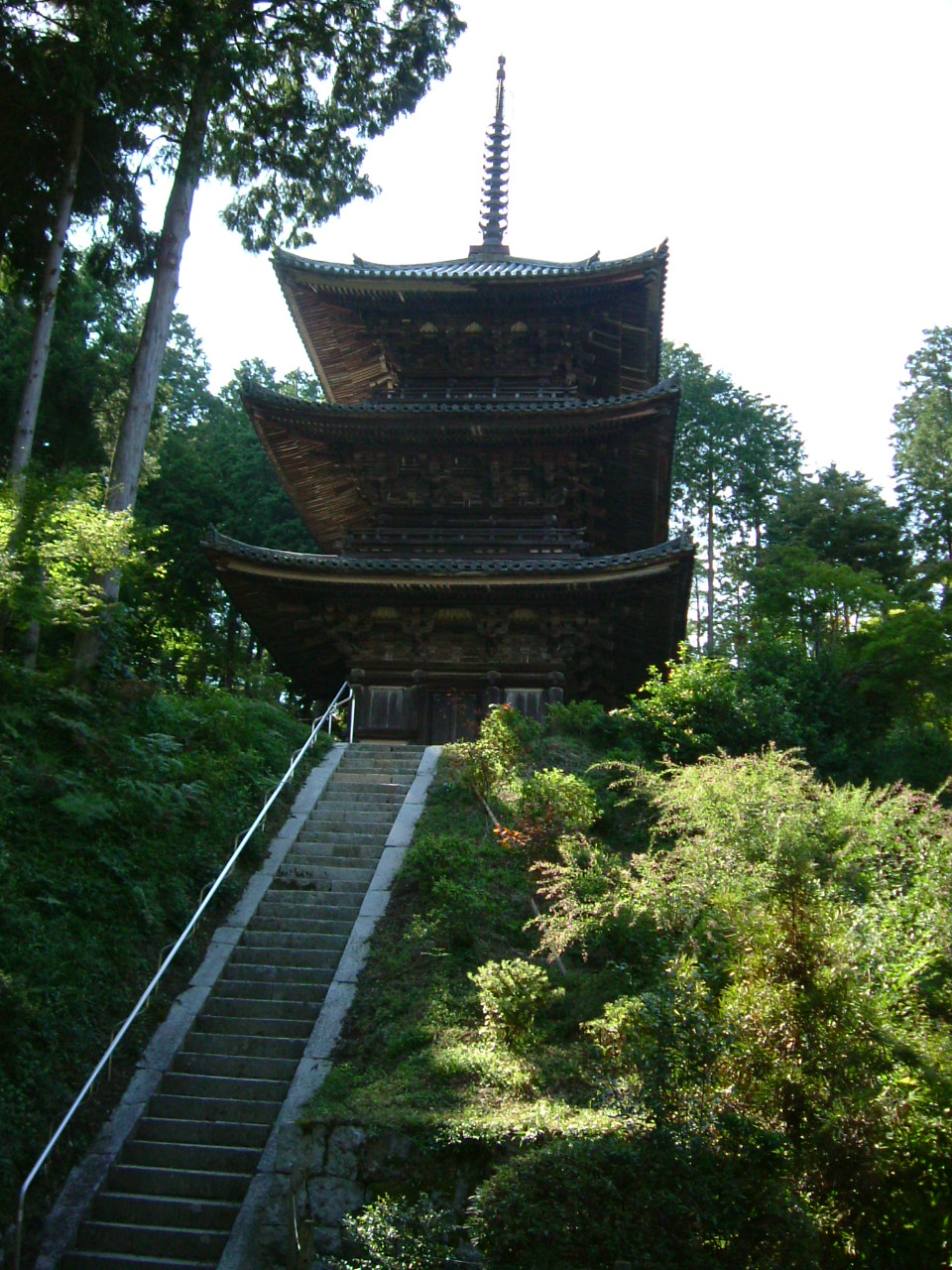
常楽寺塔（滋賀）
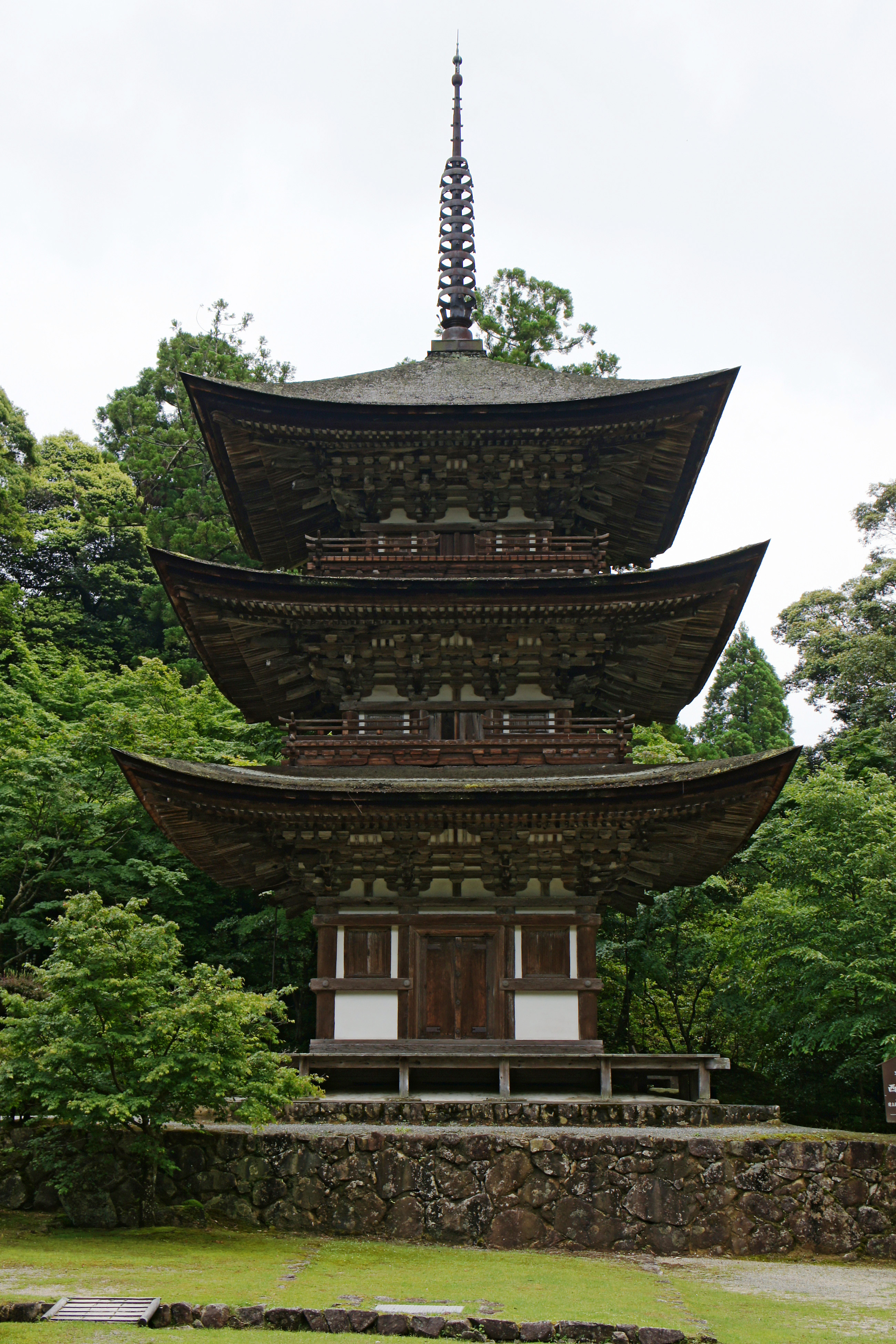
西明寺塔（滋賀）
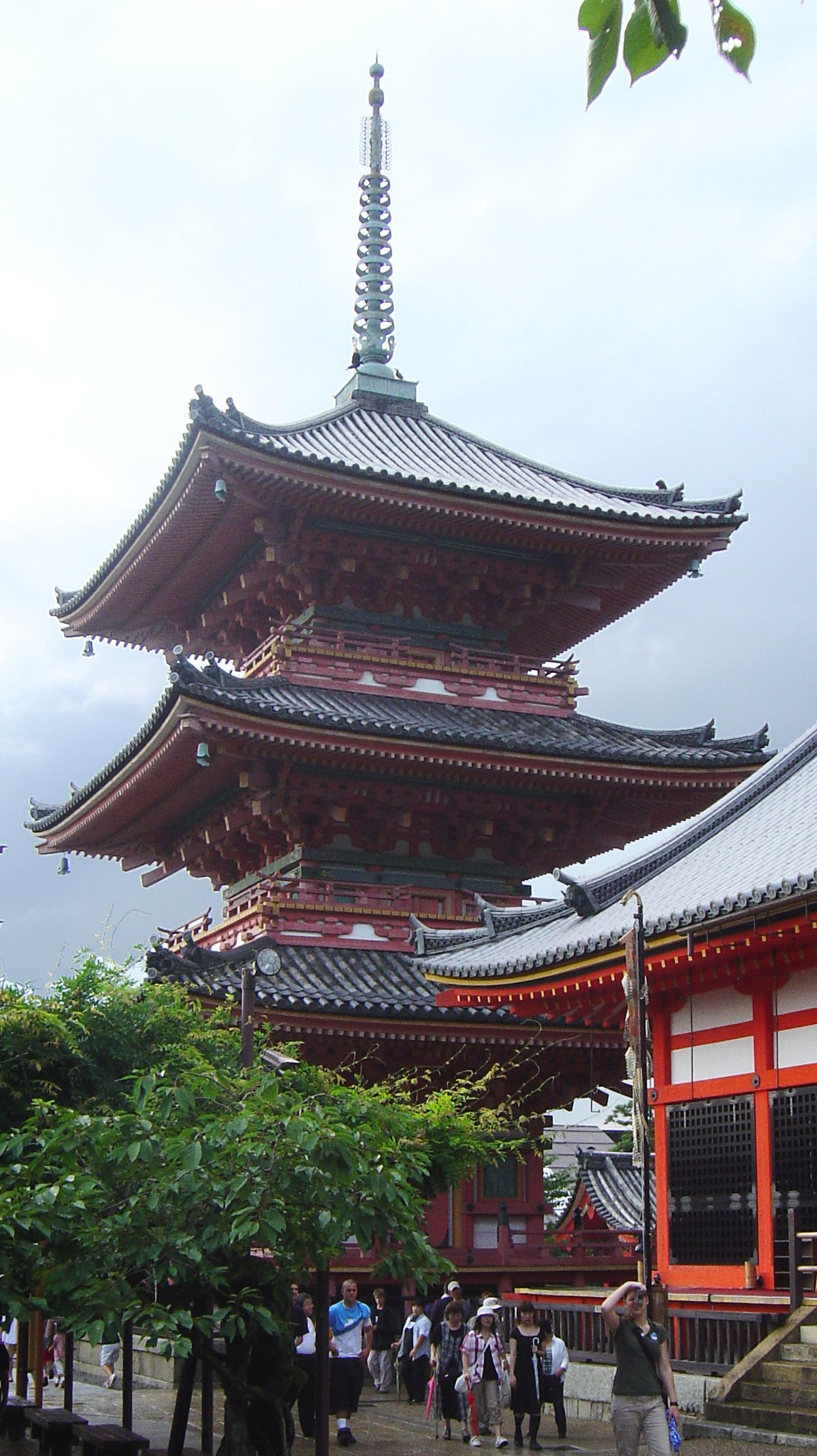
清水寺塔（京都）
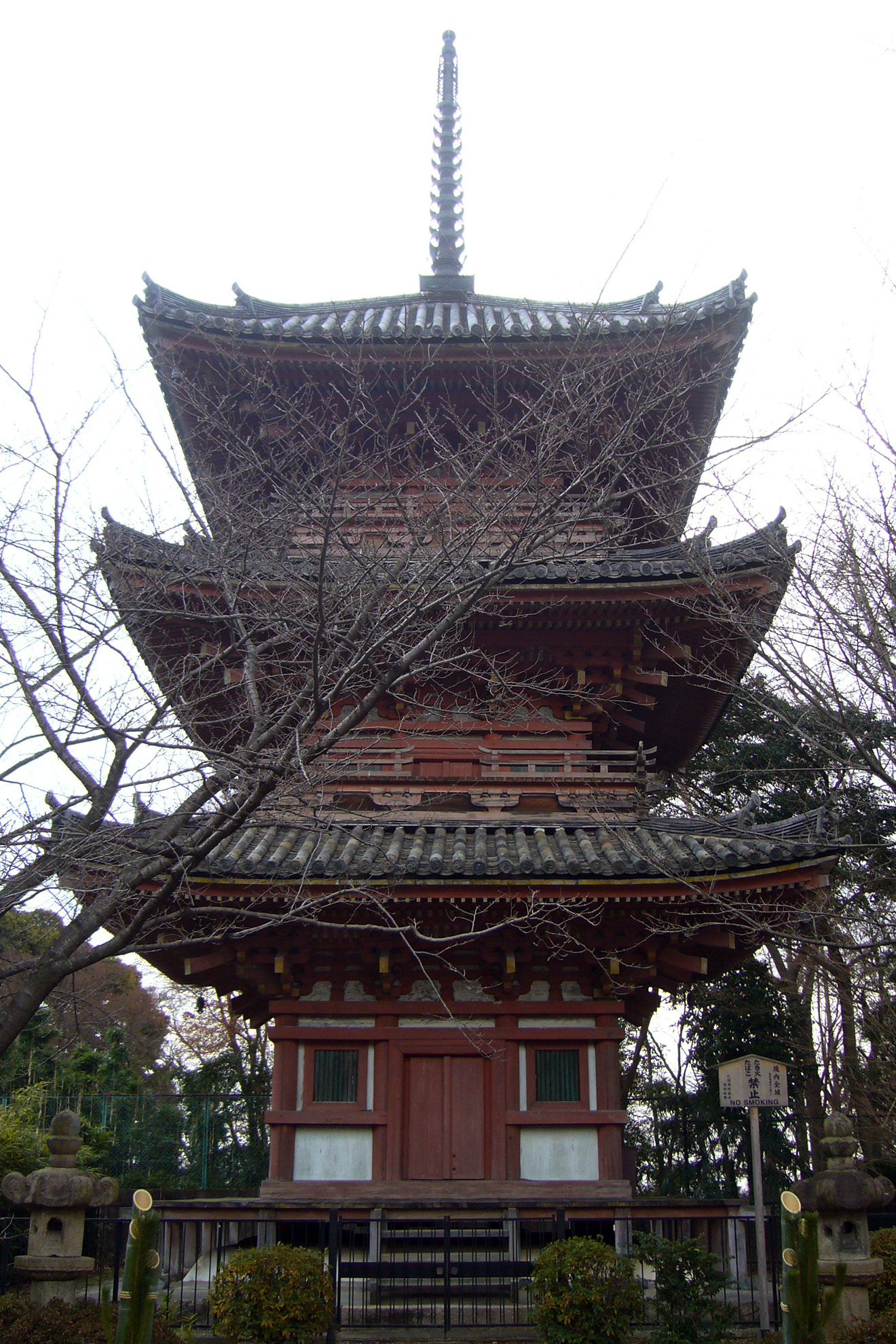
宝積寺塔（京都）
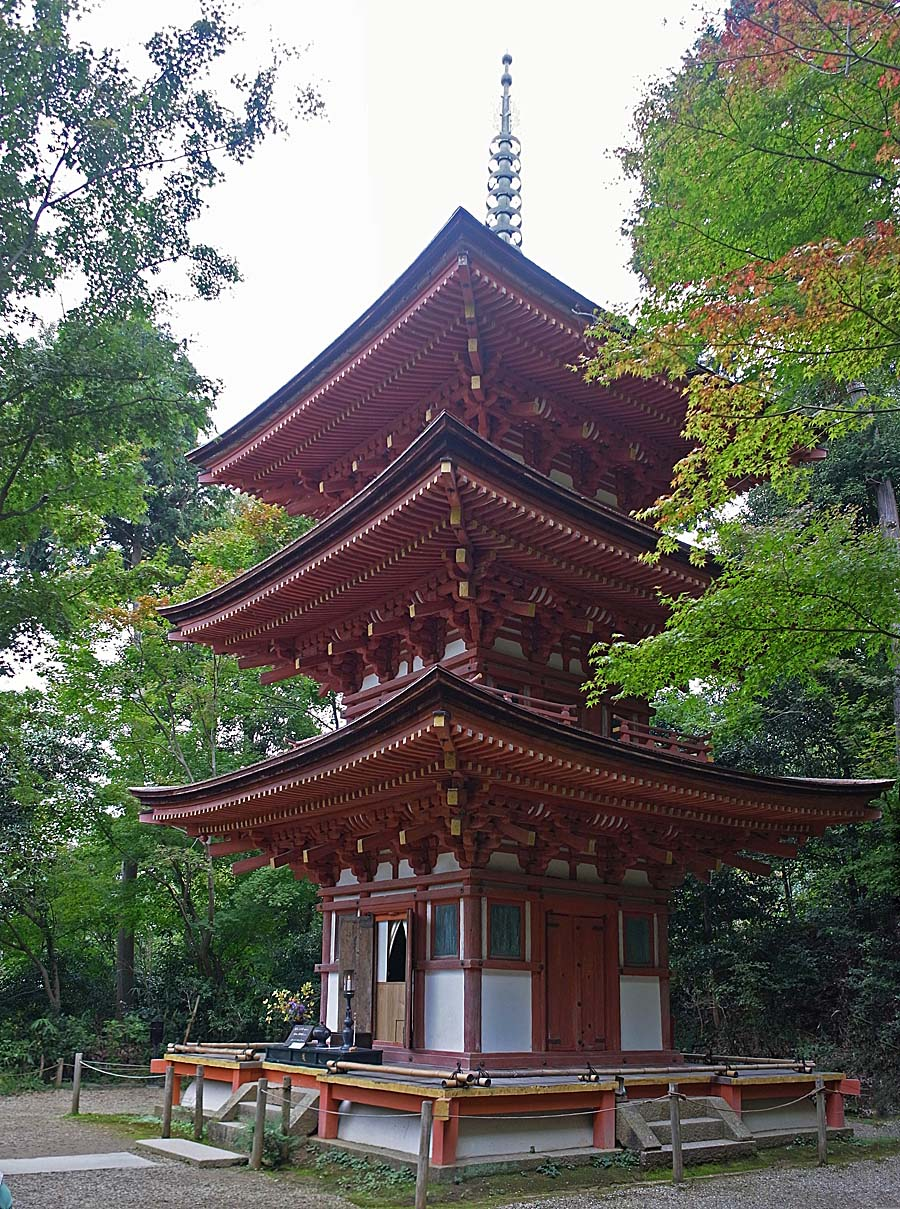
浄瑠璃寺塔（京都）
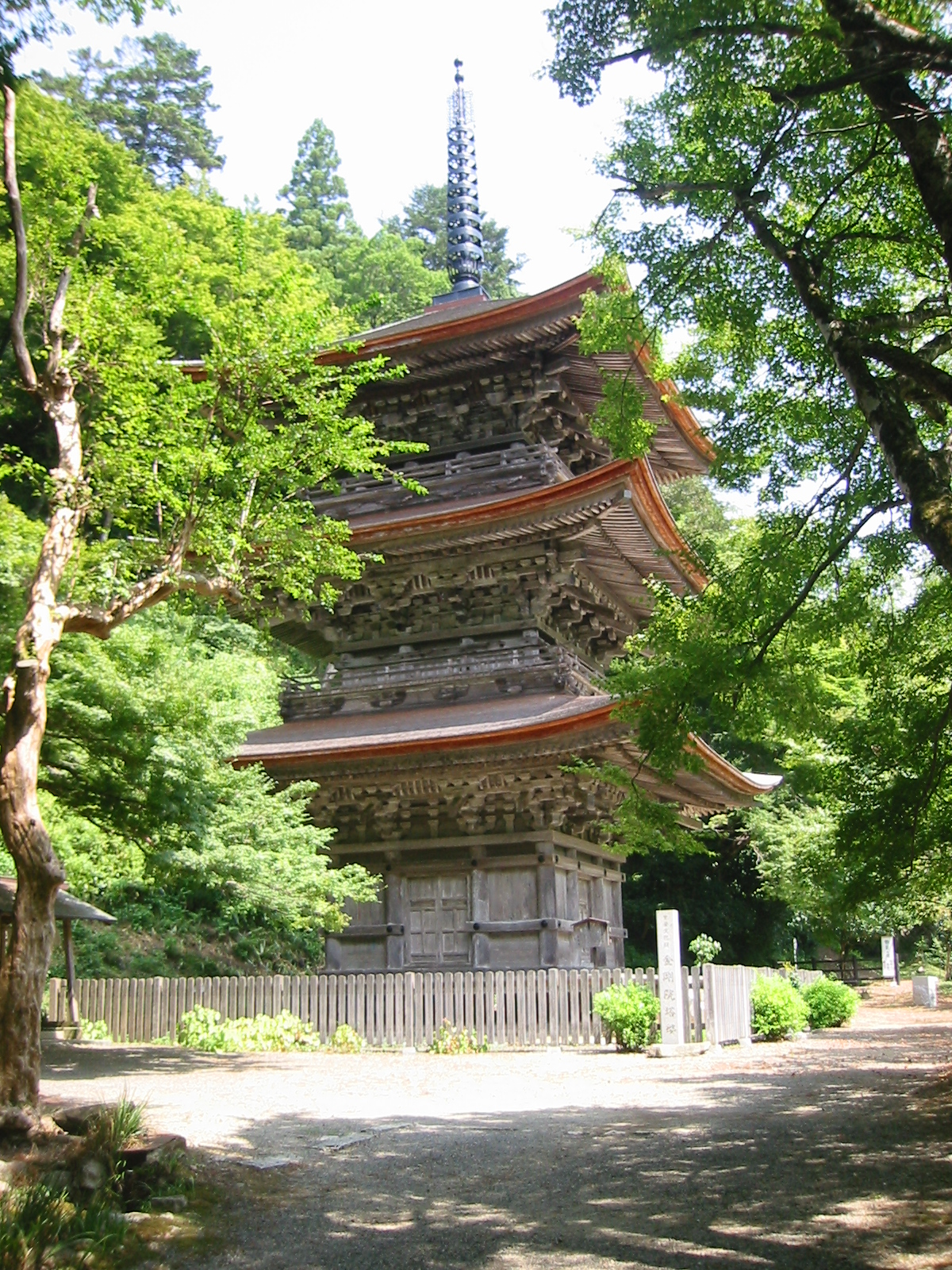
金剛院塔（京都）
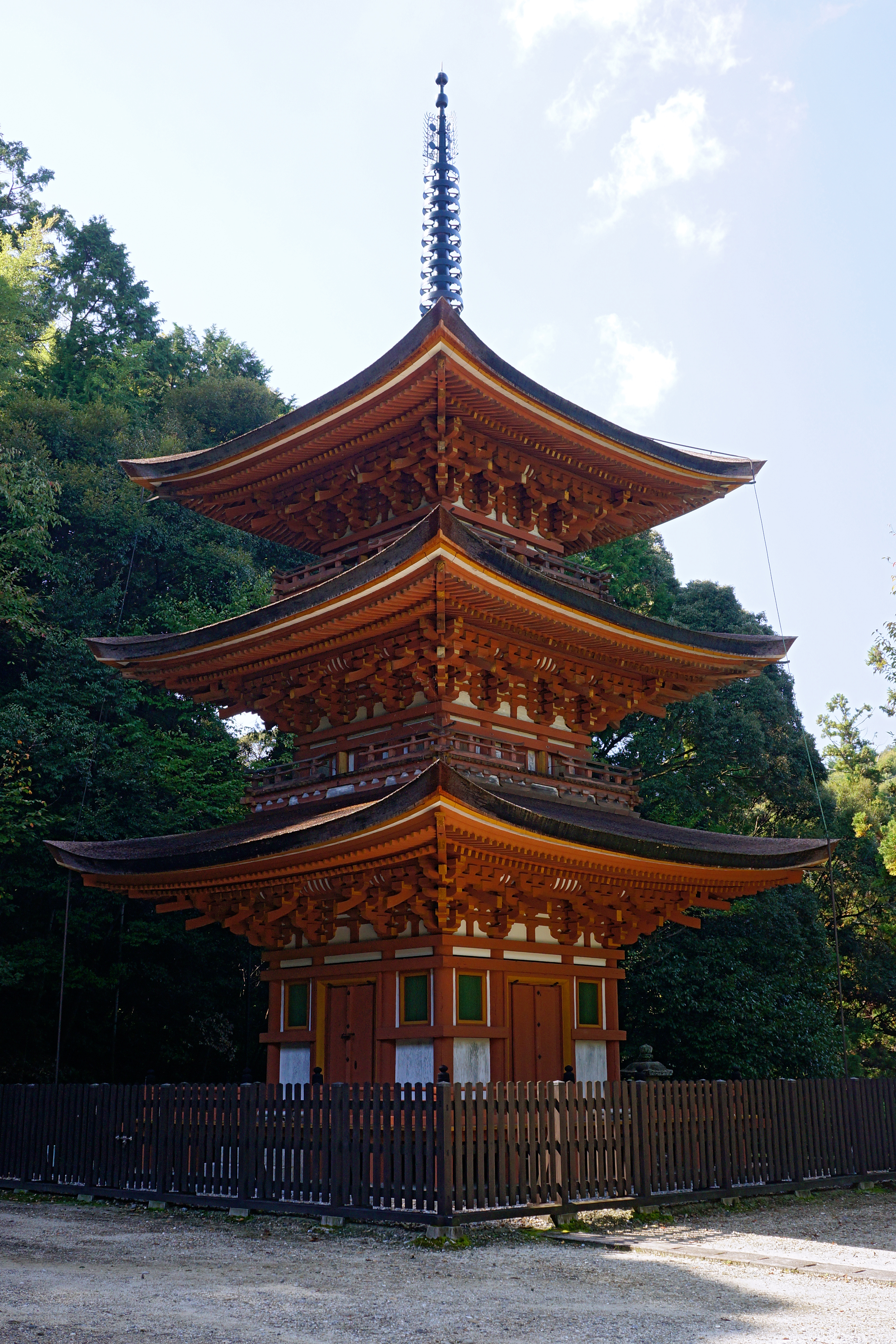
霊山寺塔（奈良）
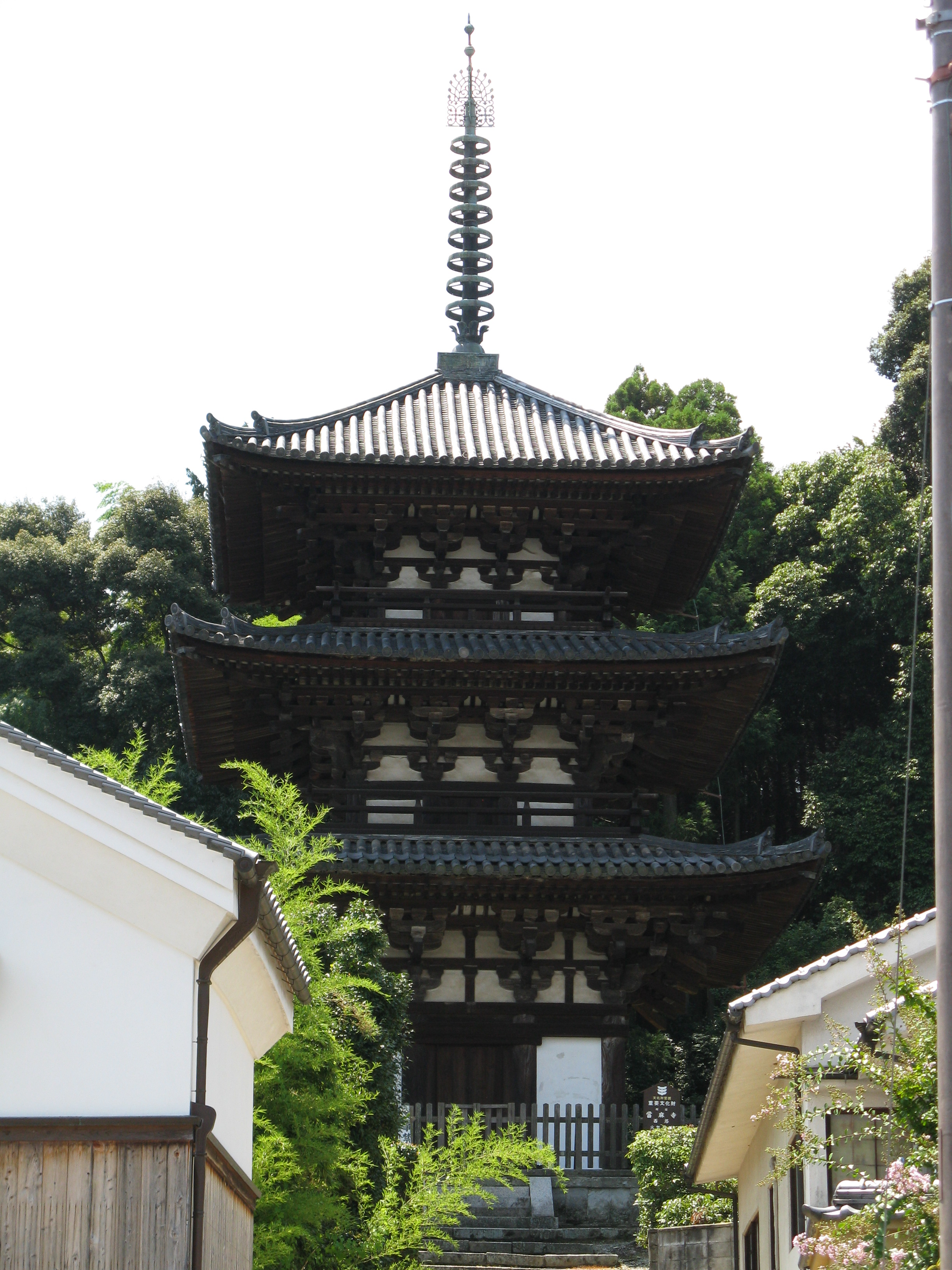
當麻寺西塔（奈良）
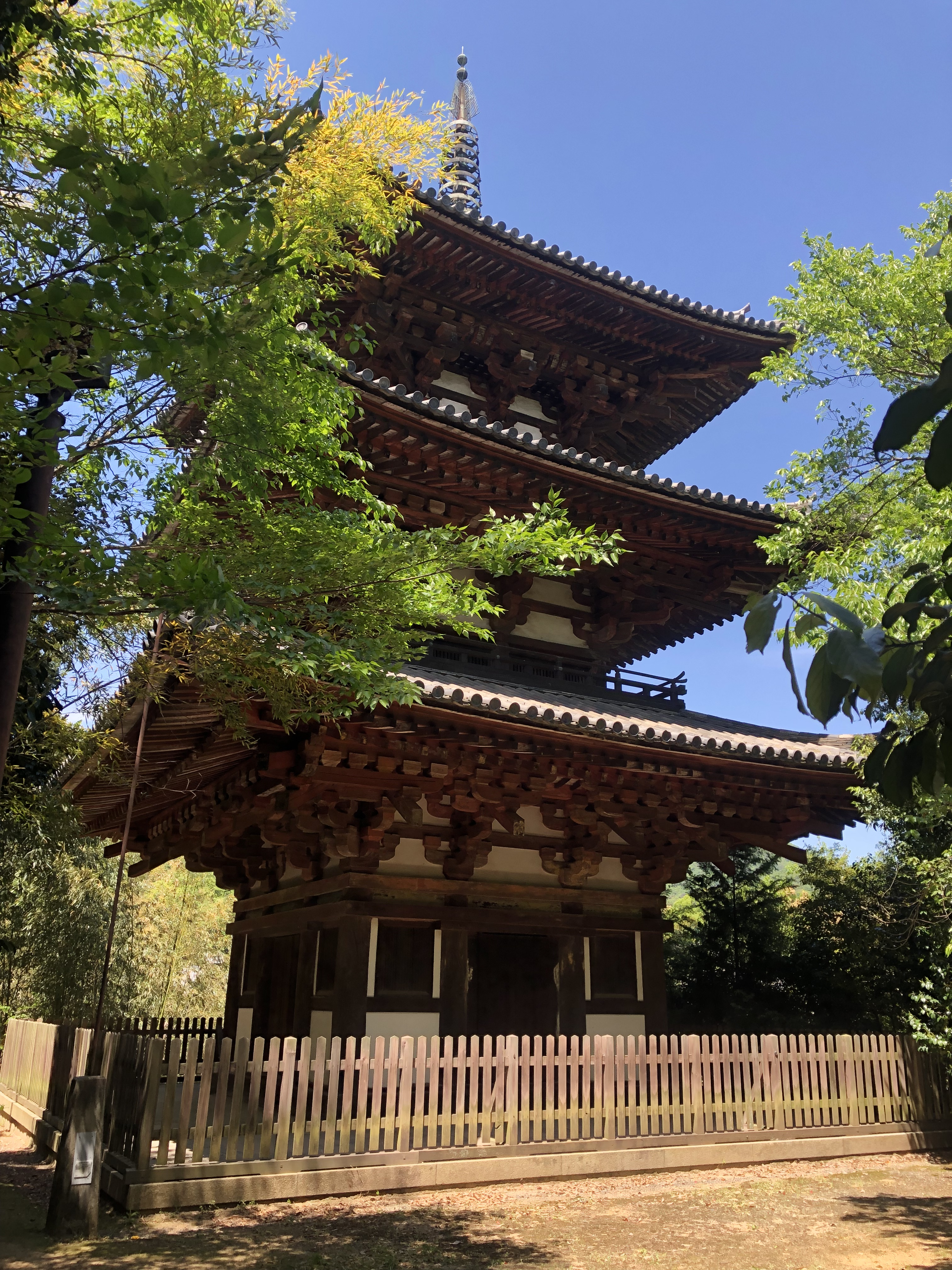
當麻寺東塔（奈良）
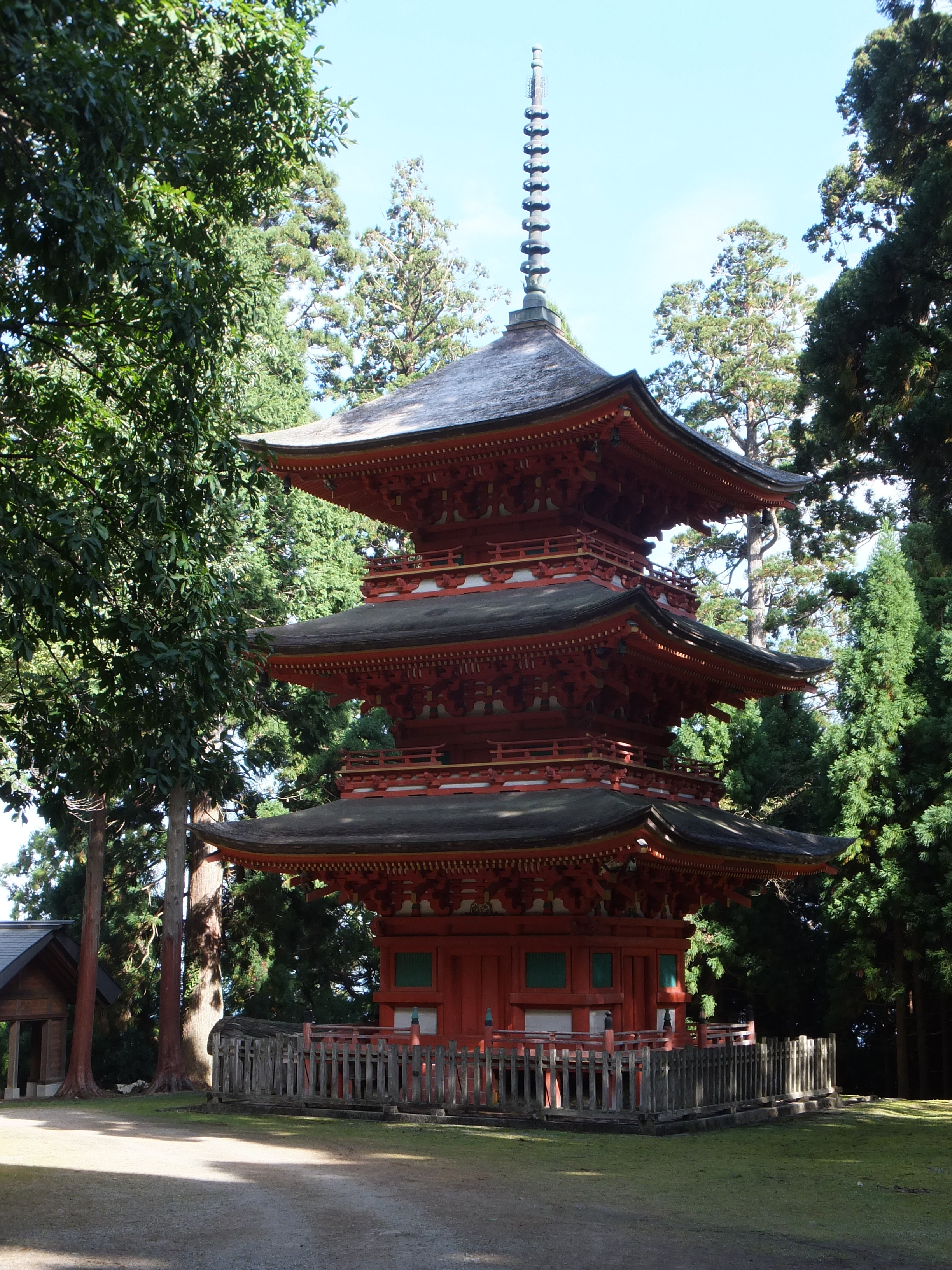
名草神社塔（兵庫）
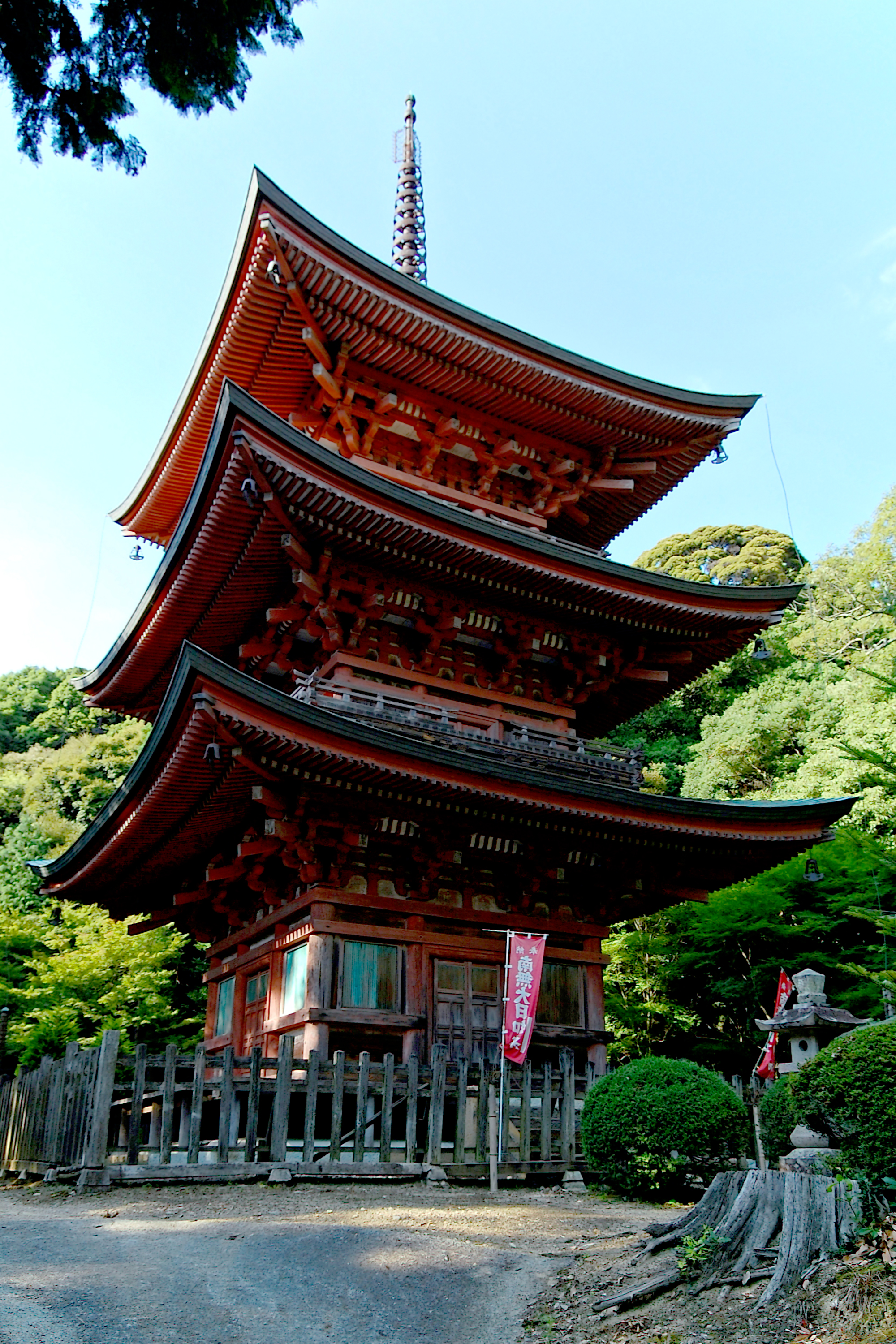
石峯寺塔（兵庫）
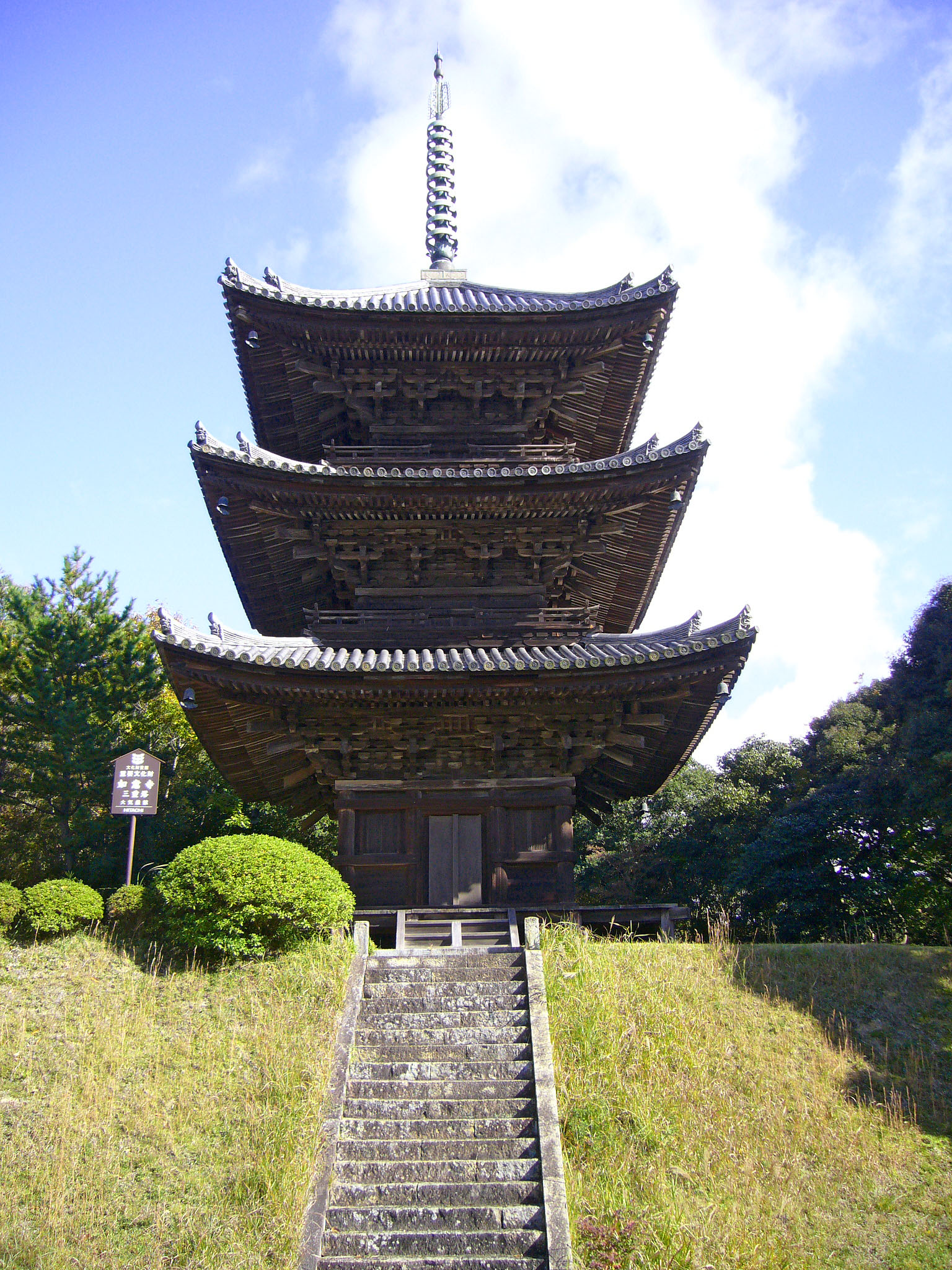
如意寺塔（兵庫）
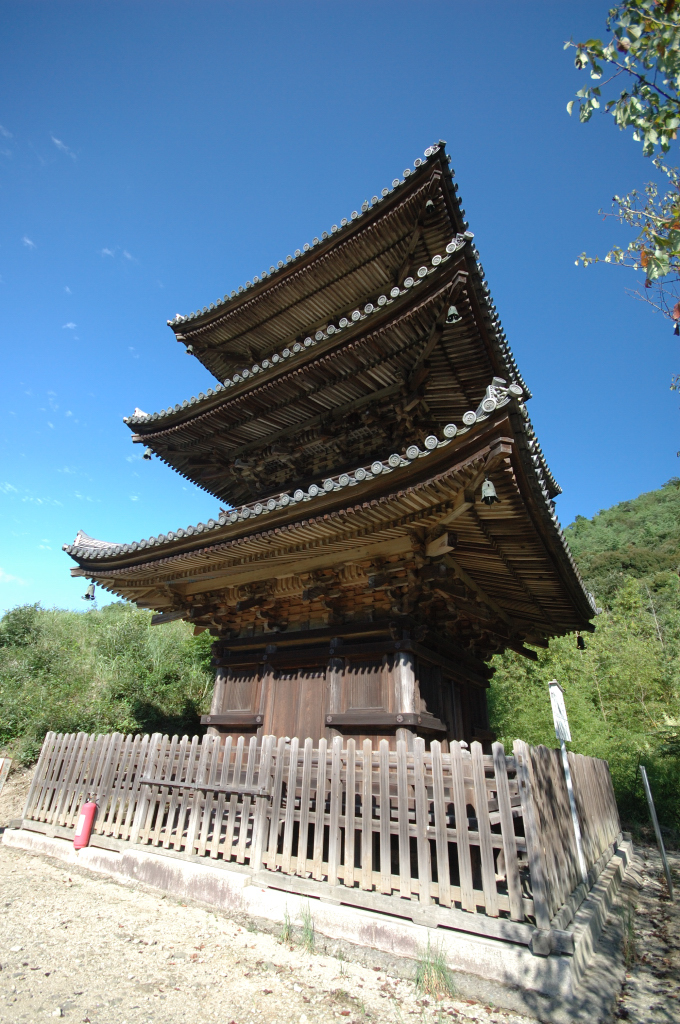
福生寺塔（岡山）
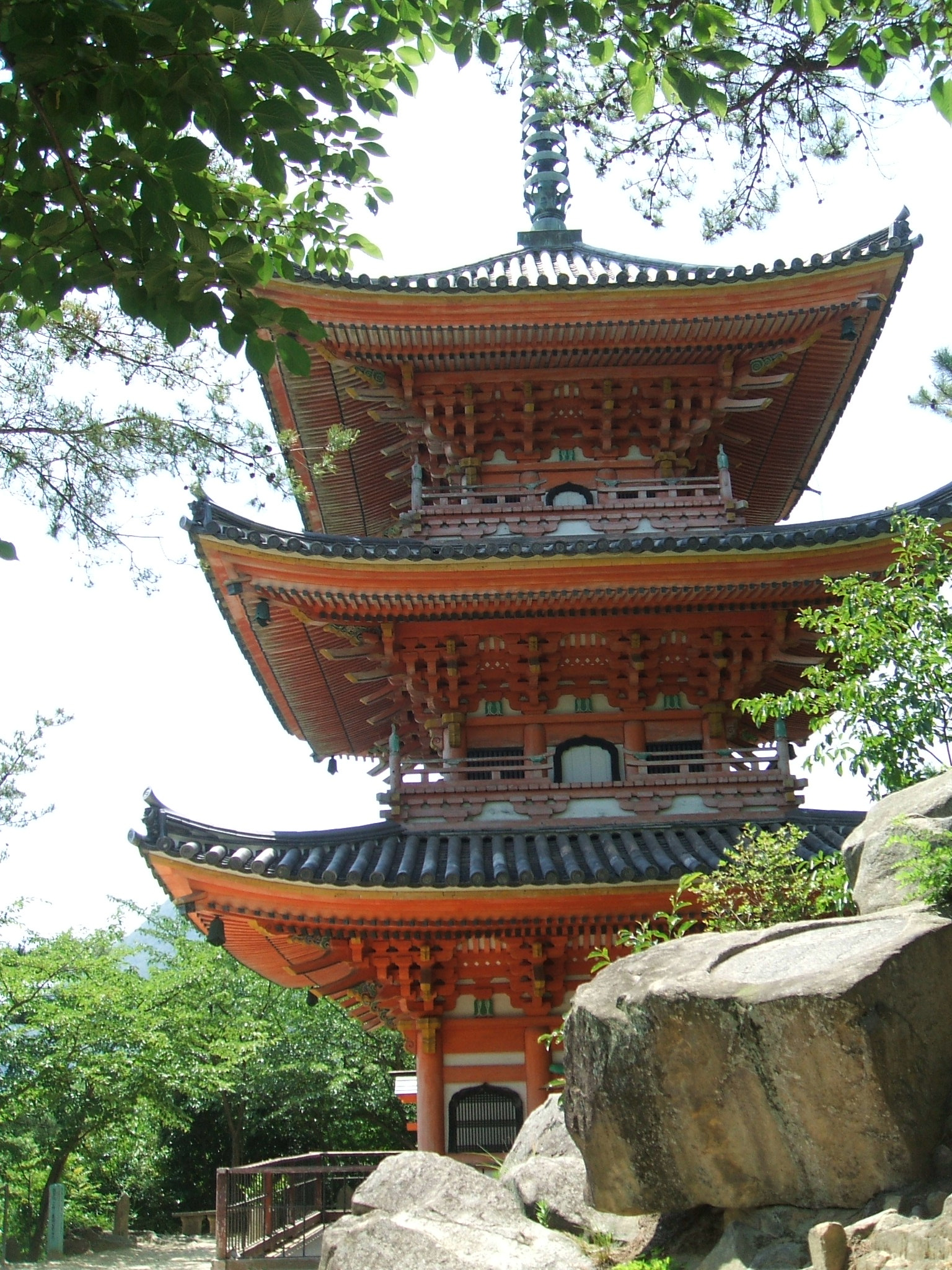
向上寺塔（広島）